# Gampsonyx swainsonii
El elanio enano (Gampsonyx swainsonii) es una especie de ave accipitrifome de la familia Accipitridae. Es la única especie del género monotípico Gampsonyx. Su nombre científico conmemora el naturalista inglés William Swainson.

## Distribución y hábitat
El área de distribución del elanio enano se extiende de Panamá, Colombia y Venezuela hasta Bolivia y el norte de Argentina. También existe una población sedentaria aislada en Nicaragua. La especie está ampliando su área de distribución y en 1970 se comprobó que anidan en Trinidad. Se espera que llegaran a Costa Rica en un futuro próximo. En el año 2011 se reportó su presencia en la zona sur de Honduras.
Habita en sabanas y los bosques de hoja caduca adyacentes.

## Descripción
Es una pequeña rapaz diurno que tiene un tamaño de 20,3–23 cm de largo y pesa 80–95 g. Es el más pequeño de las aves rapaces en el continente americano, y uno de los dos más pequeños accipitridos en el mundo. El plumaje de los adultos es de color negro en la corona, el dorso, las alas y la cola. 
El cuello es blanco con un borde rojizo. La frente y las mejillas son amarillas, la parte inferiores es principalmente blanco, las piernas son amarillas. Las aves inmaduras se parecen a los adultos, pero tienen puntas blancas y castañas en las plumas de las alas y de la espalda. En vuelo esta especie se ve todo negro por encima y blanco por debajo.

## Comportamiento
Se alimenta principalmente de lagartos, sobre todo Anolis, pero también de aves pequeñas e insectos. Por lo general caza desde una percha alta para lanzarse sobre sus presas. 
Anida en árboles altos y pone 2–4 huevos de color blanco manchado de marrón. La hembra es la que se ocupa principalmente de la incubación de 34–35 días. Las crías necesitan 5 semanas para abandonar el nido. Esta especie puede tener dos nidadas en una temporada.